# ガルフ・エア
ガルフ・エア（アラビア語: طيران الخليج; ṭayarān al-khalīj、英語: Gulf Air）は、バーレーンの国営航空会社である。

## 概要
バーレーンの空港を拠点とする。アラブ航空会社機構の一員で、「アラベスク航空アライアンス」に加盟しているほか、ワンワールドの「グローバル・エクスプローラー」料金が適用される航空会社の一つである。
航空券の座席予約システム（CRS）はSABREを利用している。

## 沿革

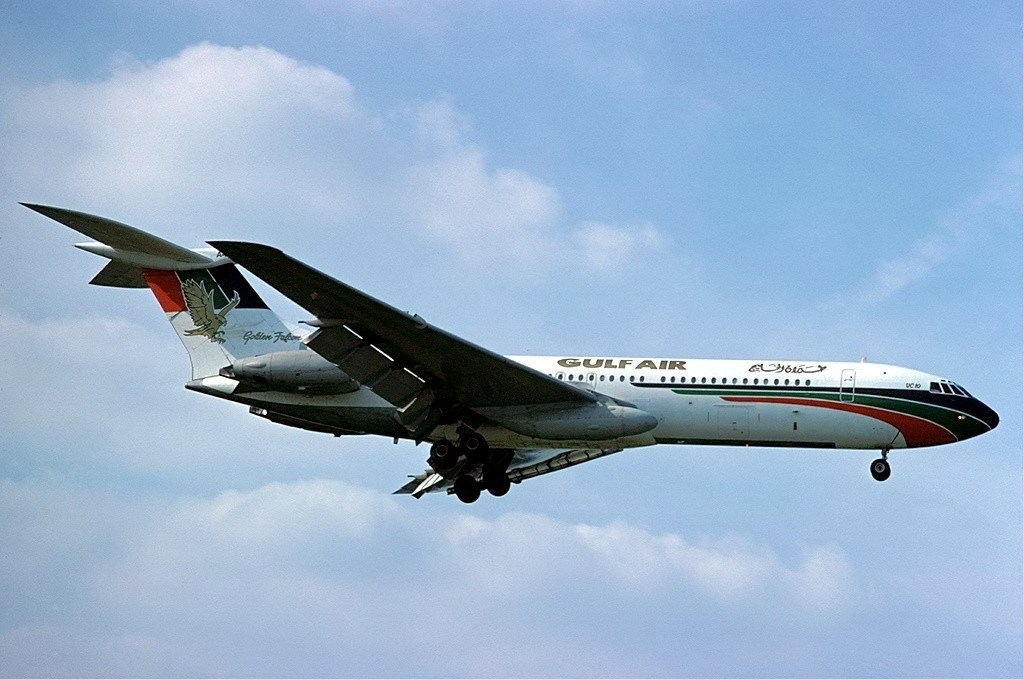
ヴィッカースVC-10型機

### 設立
- 第二次世界大戦後の1940年代後半にイギリス人パイロットのフレディ・ボスワースにより設立され、バーレーンからドーハとダーランへ小型機での運航を開始した。
- 1950年にガルフエアと改名された。
- 1951年に英国海外航空が22％の株式を買い取り出資したことで、運航規模が拡大され、中東各国やヨーロッパ、東南アジアへ路線を広げた。
- 1970年までにフォッカーF27やヴィッカースVC-10を導入し、バーレーン、ドーハ、アブダビ、ドバイ、クウェートなどの中東を中心に運航し、長距離路線では、ロンドン/ガトウィック線を運行していた。

### 3国共同出資
- 1974年1月にバーレーン、アラブ首長国連邦（アブダビ首長国）、オマーンの3国が共同出資し英国海外航空の持っていた株を買い取り、ペルシャ湾岸諸国3国共同のフラッグ・キャリアとなった。
- 1976年までに、ロッキードL-1011トライスターとボーイング737-200などのジェット機を導入し、ヨーロッパのアムステルダムやアジアの香港などにも就航するなど、路線ネットワークを大幅に拡大した。1976年に登場したロッキードL1011トライスターからは、白い胴体をベースに、機首に3色のフラッシュ、尾翼に大きな金色のファルコンが描かれた「ゴールデンファルコン」塗装が採用され、以後長く使用された。
- 1981年、IATAに加盟した。
- 1985年、エミレーツ航空が運航を開始し、乗客が流出したため、利益が30%減少した。民営化計画も中止した。1986年には、赤字に転落した[2]。
- エミレーツ航空に対抗するべく、1988年には、ハイテク旅客機のボーイング767型を導入し、フランクフルト、イスタンブール、ダマスカス、ダルエスサラーム、フジャイラ、ナイロビへの運航を開始するなど、運航規模を拡大した。
- 1994年5月、エアバスA340-300を導入し、アメリカ合衆国ニューヨークへの運航を開始した。（1997年に運休している）
- 1999年、エアバスA330-200を導入。

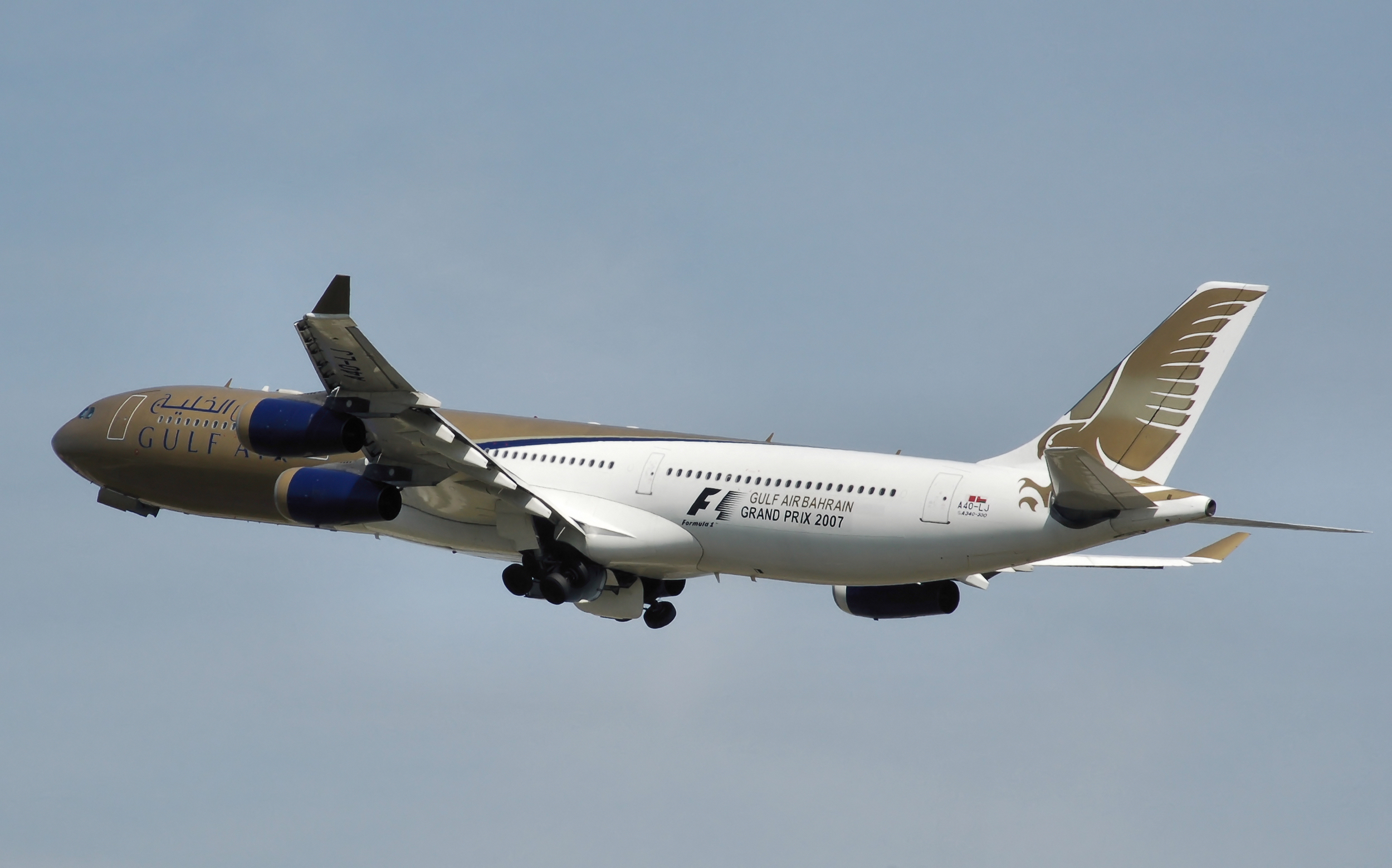
F1バーレーングランプリの特別塗装が施されたエアバスA340-300型機

### 共同運営解消
- 2002年8月1日までに、カタールがガルフエアから撤退し、自国の国営航空会社であるカタール航空に集中する意向を発表した[3]。
- 2003年6月、子会社のオールエコノミー・フルサービス航空会社であるガルフ・トラベラーを設立した。
- 原油高による中東諸国の好景気もあって、アラブ首長国連邦が2003年に独自の航空会社エティハド航空を設立した事で、2005年9月にガルフエアから離脱した。
- 2007年5月には、オマーンもフラッグキャリアであるオマーン・エアへの支援を強化する為、離脱した。これにより、ガルフエアに出資しているのはバーレーン1国のみとなり、ハブ空港として乗り入れていたアブダビ国際空港とマスカット国際空港から撤退し、バーレーン国際空港のみハブ空港とする急速な経営規模縮小を実行した。その後も、近隣のエティハド航空やエミレーツ航空との競争に敗北し、従業員や機材などを削減し経営規模を縮小していった。

### 将来
前述のエティハド航空やエミレーツ航空との競争が激しく、同社の将来は決して明るくはないが、一方、保有機材で経年化したボーイング767とエアバスA340型機の退役を計画し、A330やボーイング787などをリース契約で発注している。2018年4月26日に787-9の初号機（機体番号：A9C-FA）を受領、製造当初より新しい塗装が施されている。胴体が白一色になり「GULF AIR」の文字が大きくなったほか、垂直尾翼の鳥のデザインも変更されている。

## 機材

### 現在の保有機材
| 機種             | 保有数 | 発注数 | 座席数 | 座席数 | 座席数 | 備考                |
| 機種             | 保有数 | 発注数 | C      | Y      | 計     | 備考                |
| ---------------- | ------ | ------ | ------ | ------ | ------ | ------------------- |
| エアバスA320-200 | 8      | -      | 16     | 120    | 136    |                     |
| エアバスA320neo  | 7      | 11     | 16     | 120    | 136    |                     |
| エアバスA320neo  | 7      | 11     | 12     | 138    | 150    |                     |
| エアバスA321-200 | 4      | -      | 8      | 161    | 169    |                     |
| エアバスA321neo  | 6      | 6      | 12     | 180    | 192    |                     |
| エアバスA321LR   | 8      | -      | 16     | 150    | 166    |                     |
| ボーイング787-9  | 10     | 14     | 26     | 256    | 282    | 6機のオプション付き |
| 合計             | 43     | 31     |        |        |        |                     |

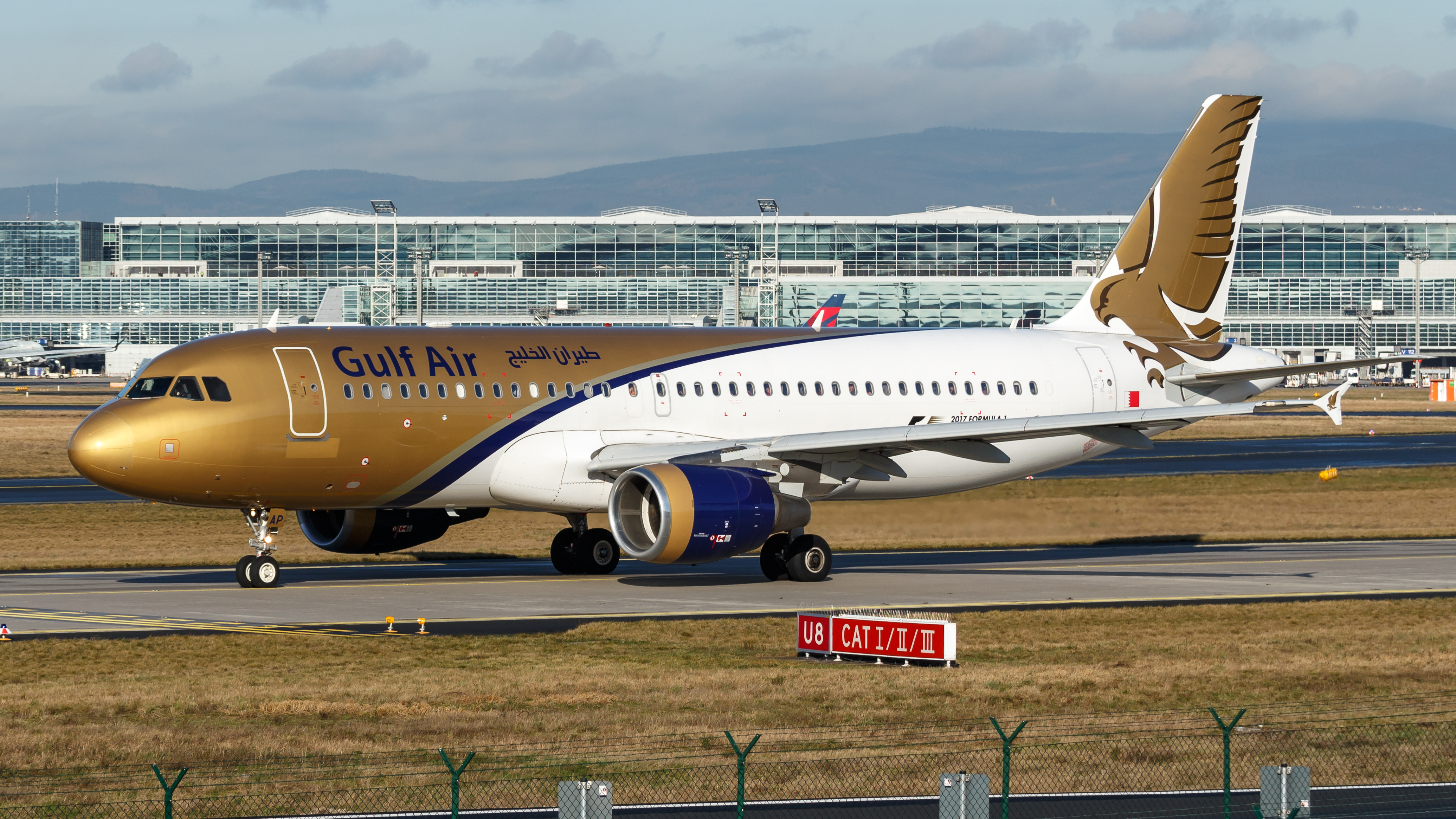
エアバスA320-200
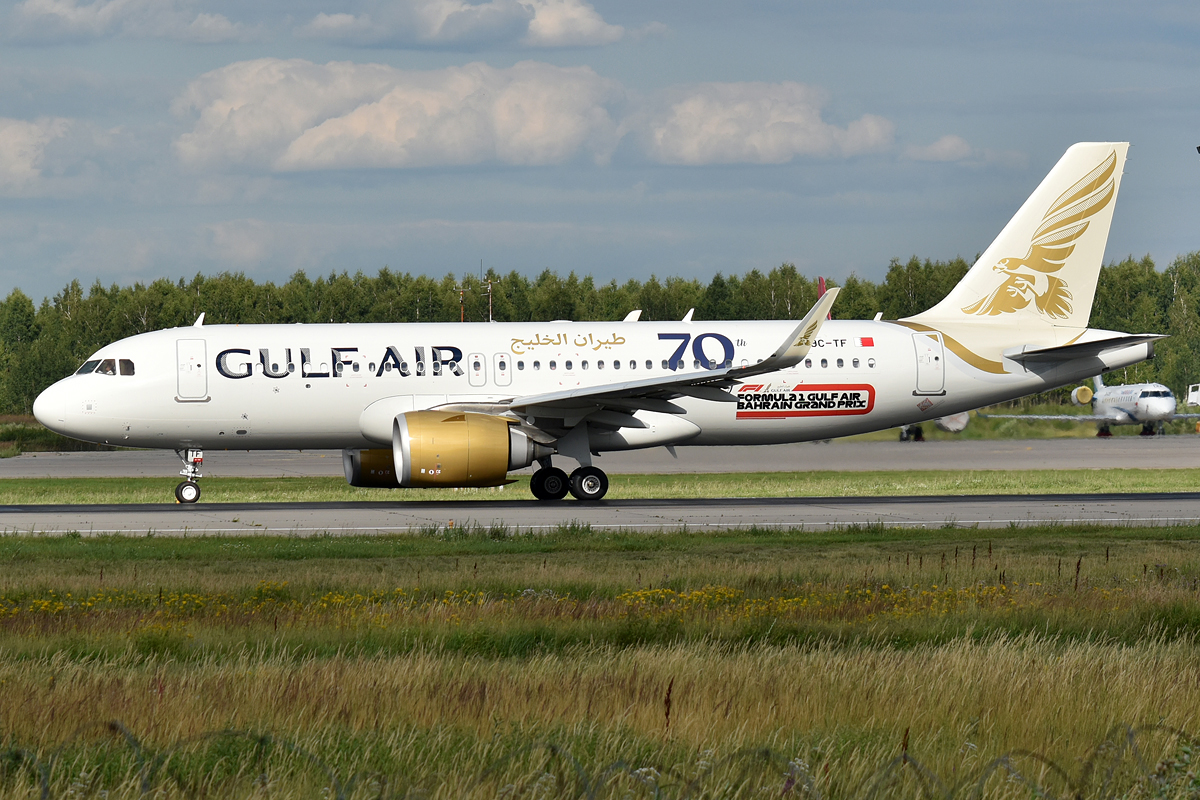
エアバスA320neo
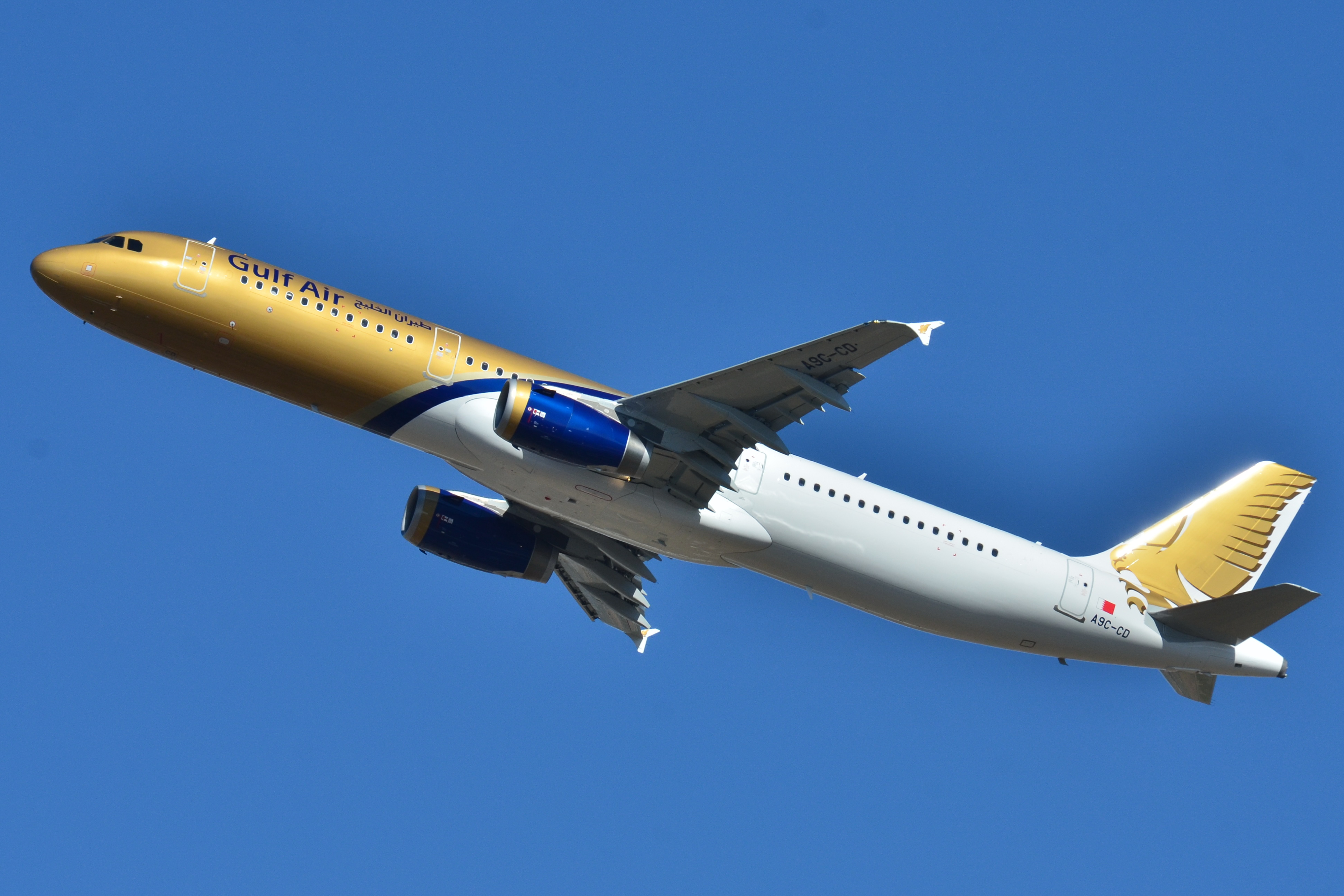
エアバスA321-200
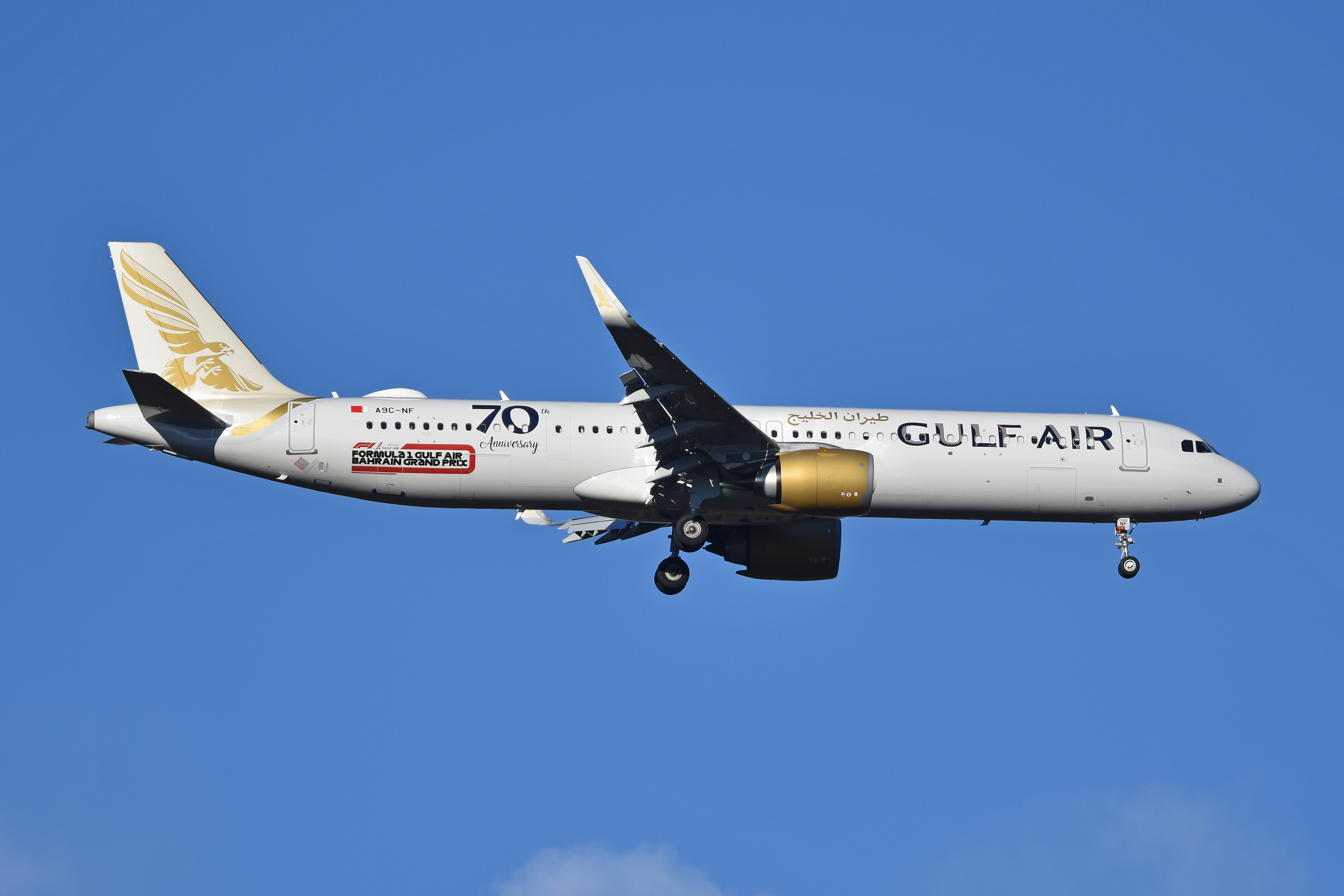
エアバスA321neo
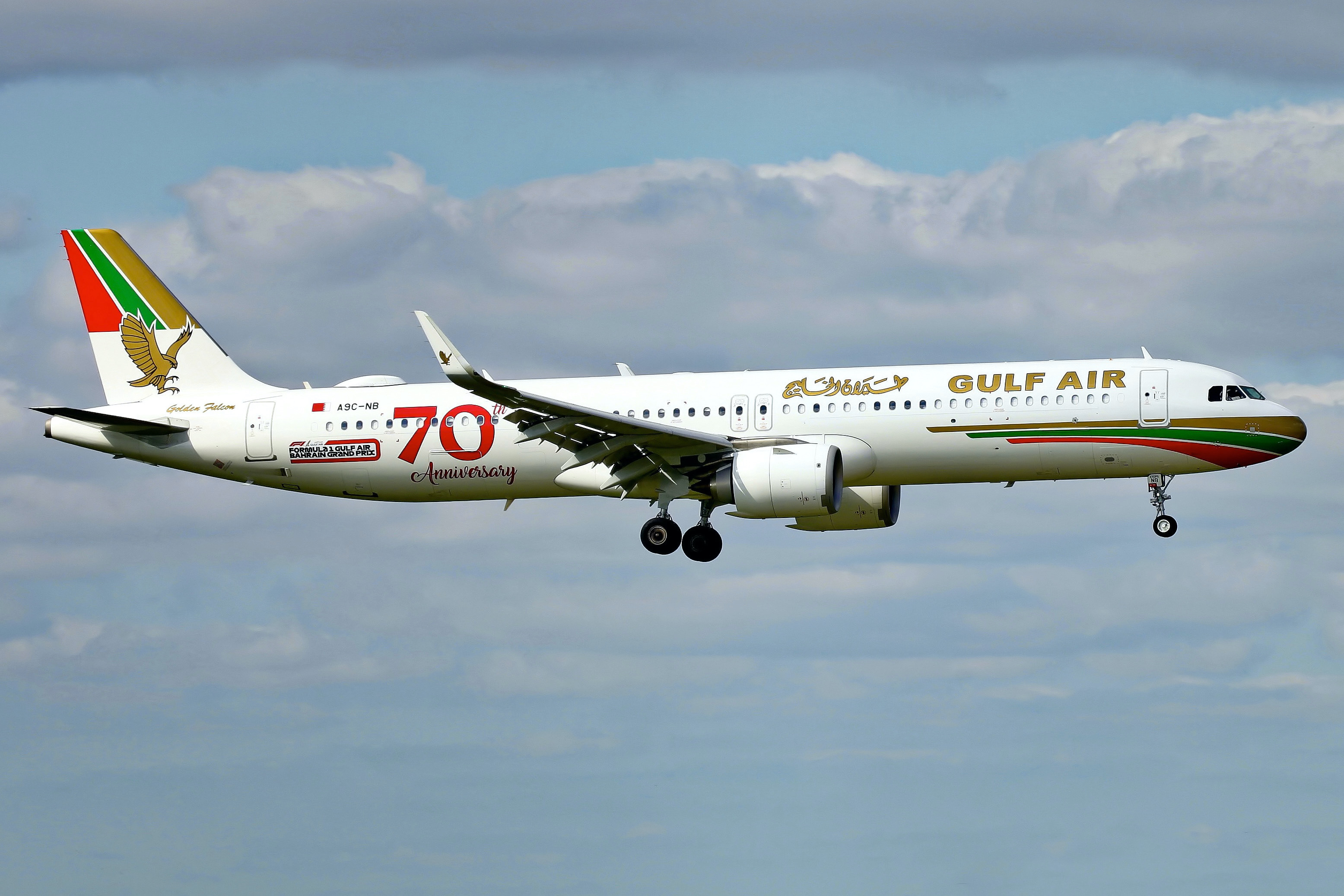
エアバスA321neo（レトロ塗装）
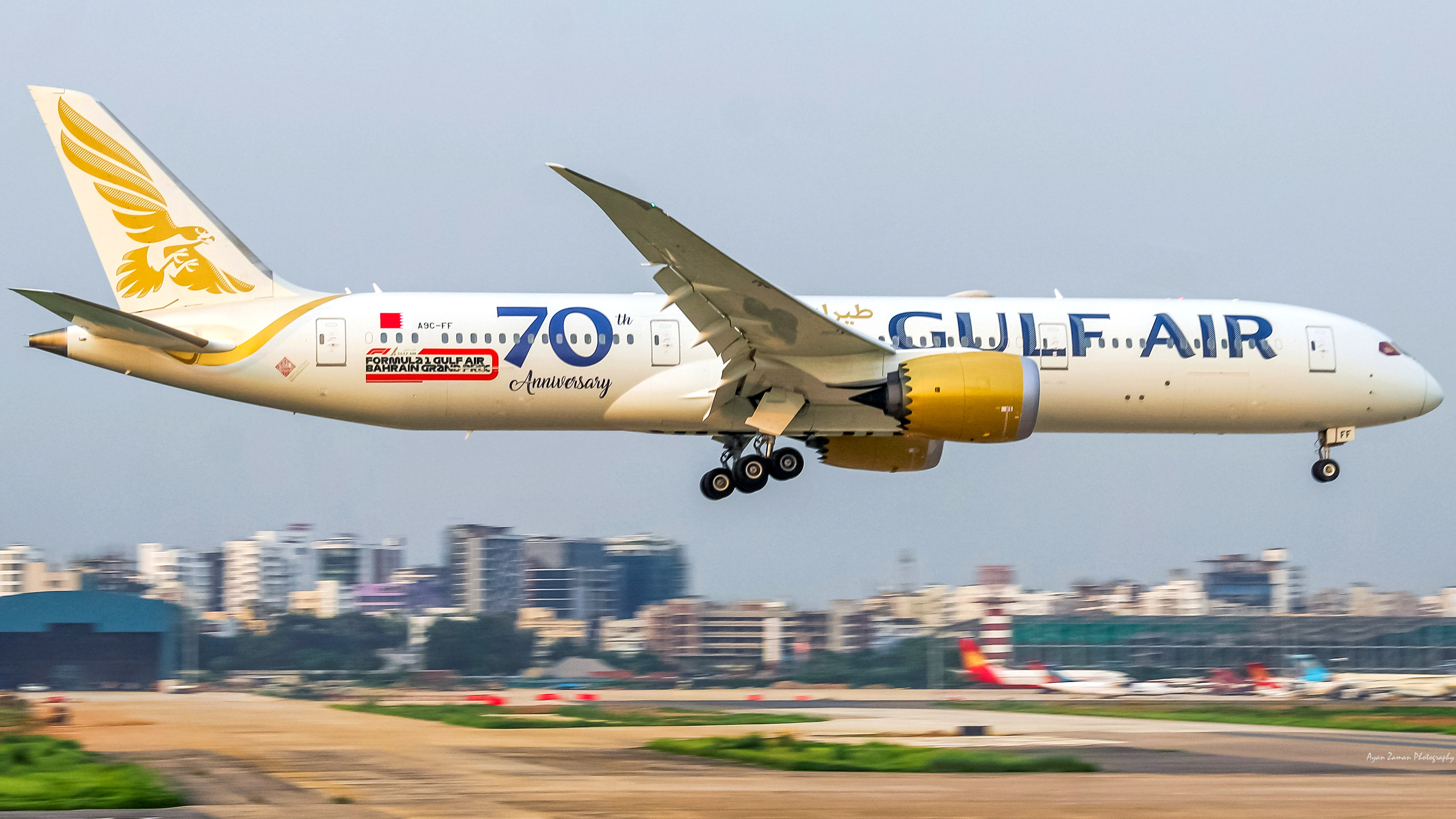
ボーイング787-9
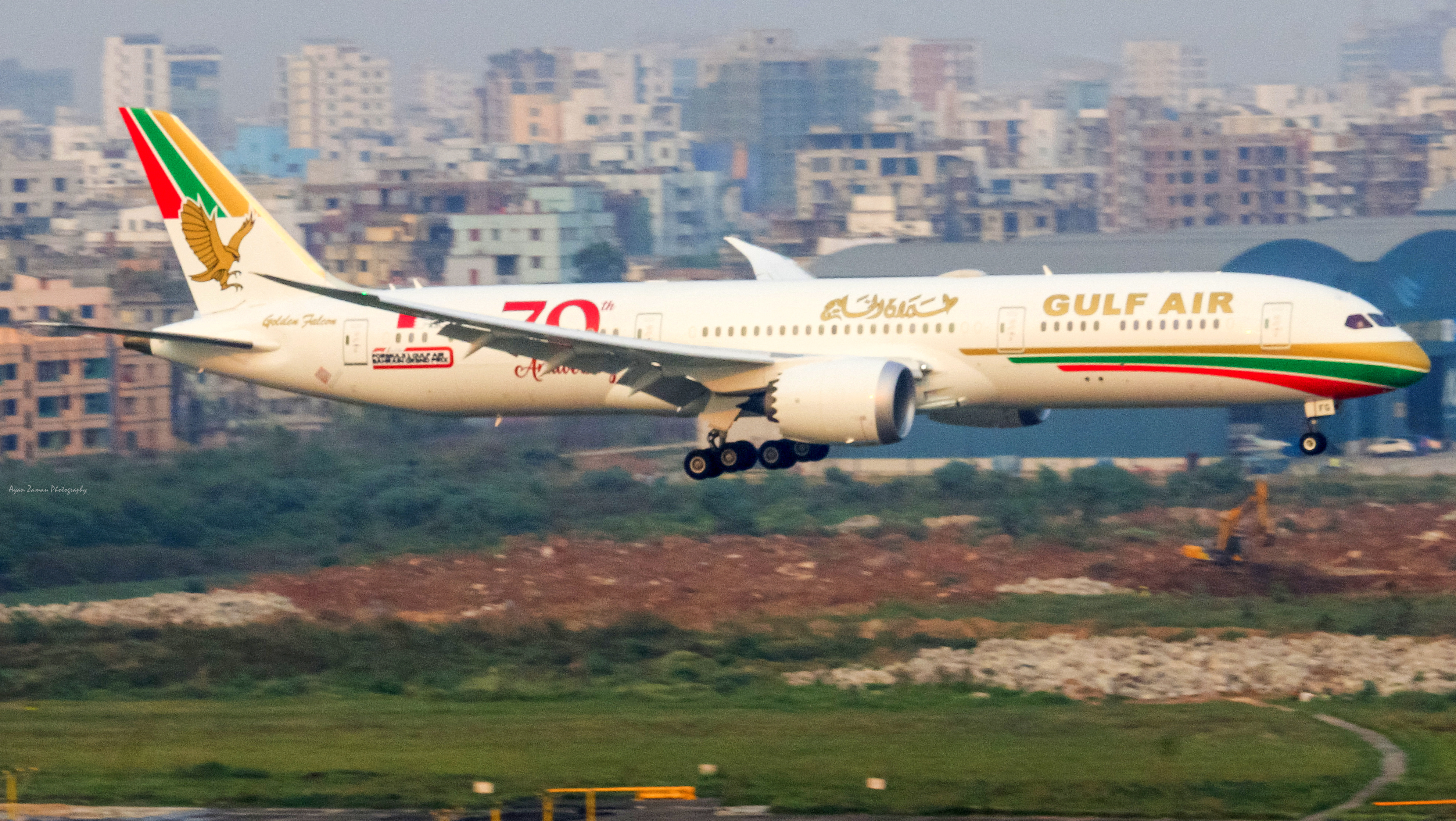
ボーイング787-9（レトロ塗装）

### 過去の保有機材
- エアバスA319-100
- エアバスA330-200
- エアバスA340-300
- BAC 1-11-400
- ボーイング707-320C
- ボーイング737-200
- ボーイング737-700/800
- ボーイング747-200B/200M
- ボーイング757-200
- ボーイング767-200/300ER
- ボーイング777-300ER
- デ・ハビランド DH.104 ダブ
- デ・ハビランド DH.114 ヘロン
- デ・ハビランド エクスプレス（英語版）
- ダグラス DC-3
- エンブラエル E170/E190
- フォッカー F27
- ハンドレページ ダートヘラルド
- ロッキード L-1011-1/100/200 トライスター
- ショート スカイバン
- ビッカース VC10

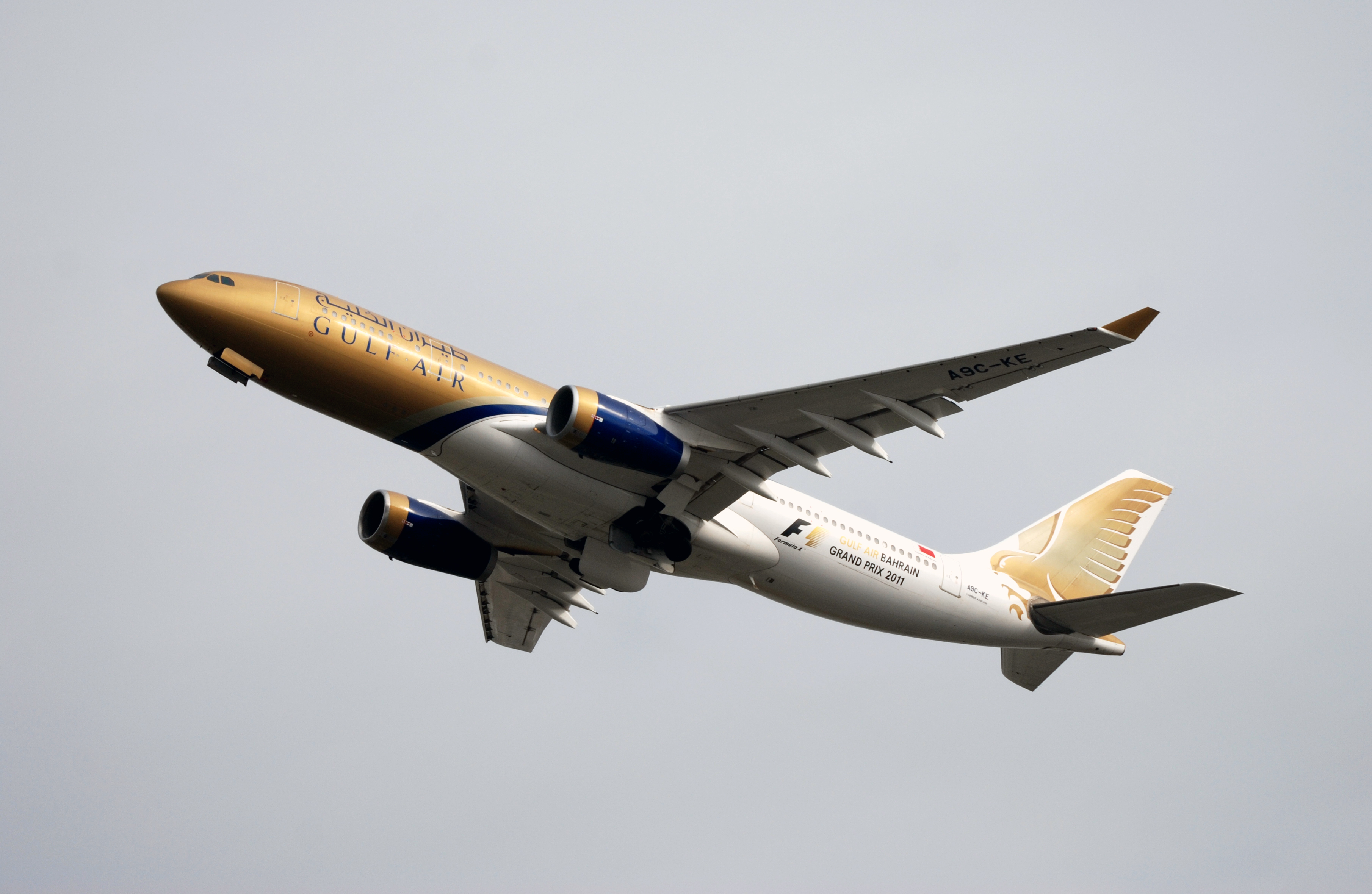
エアバスA330-200
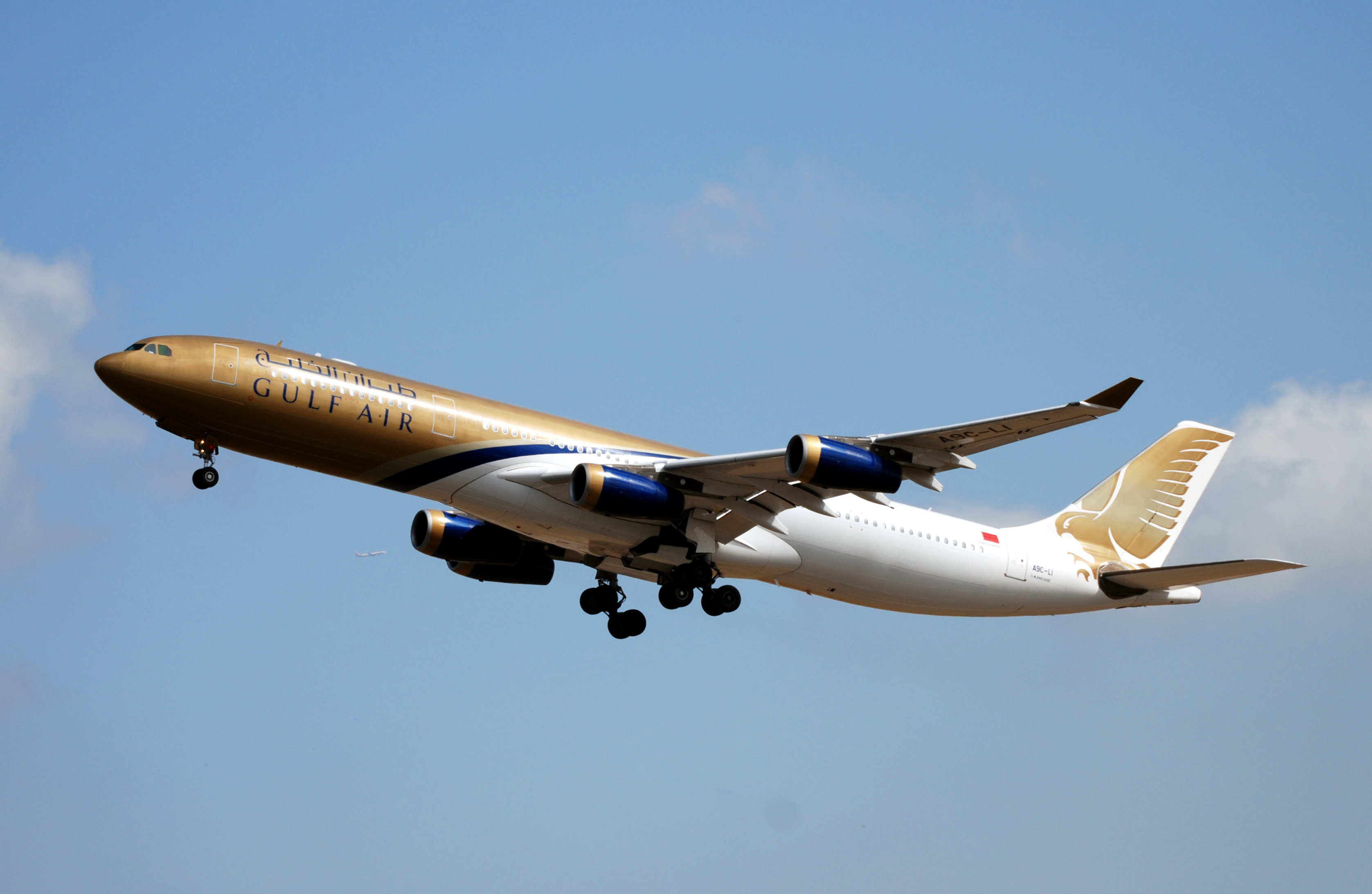
エアバスA340-300
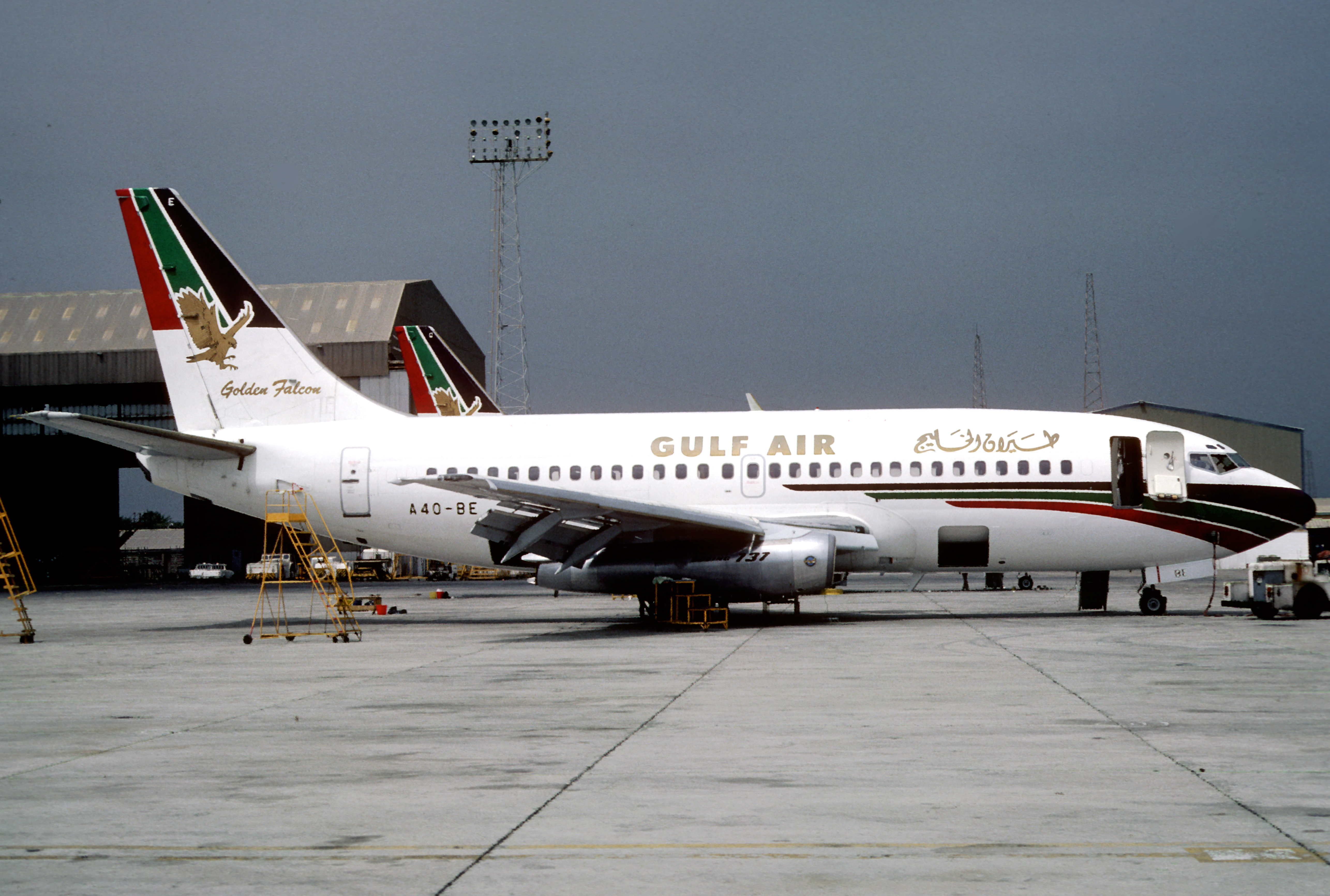
ボーイング737-200Adv
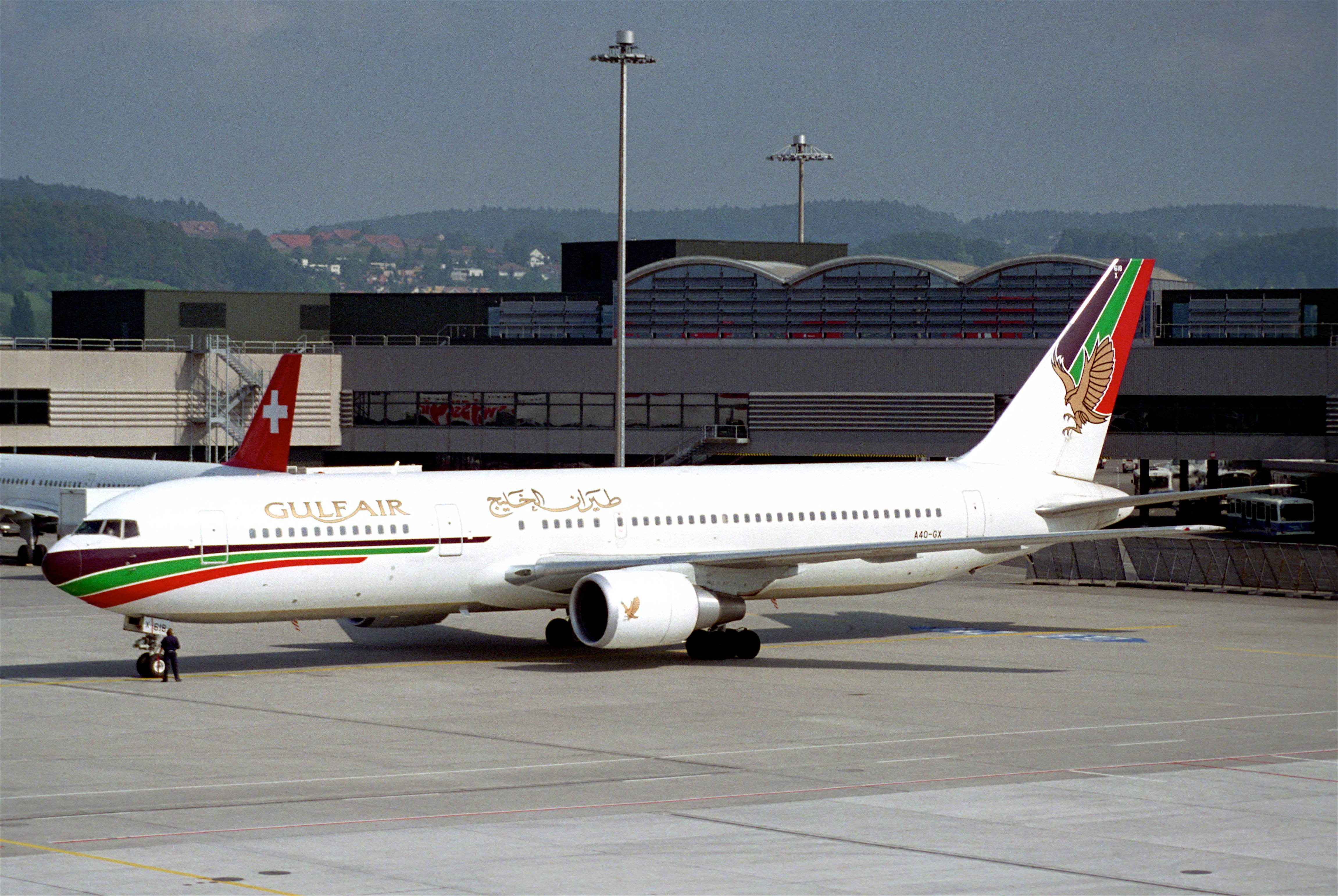
ボーイング767-300ER
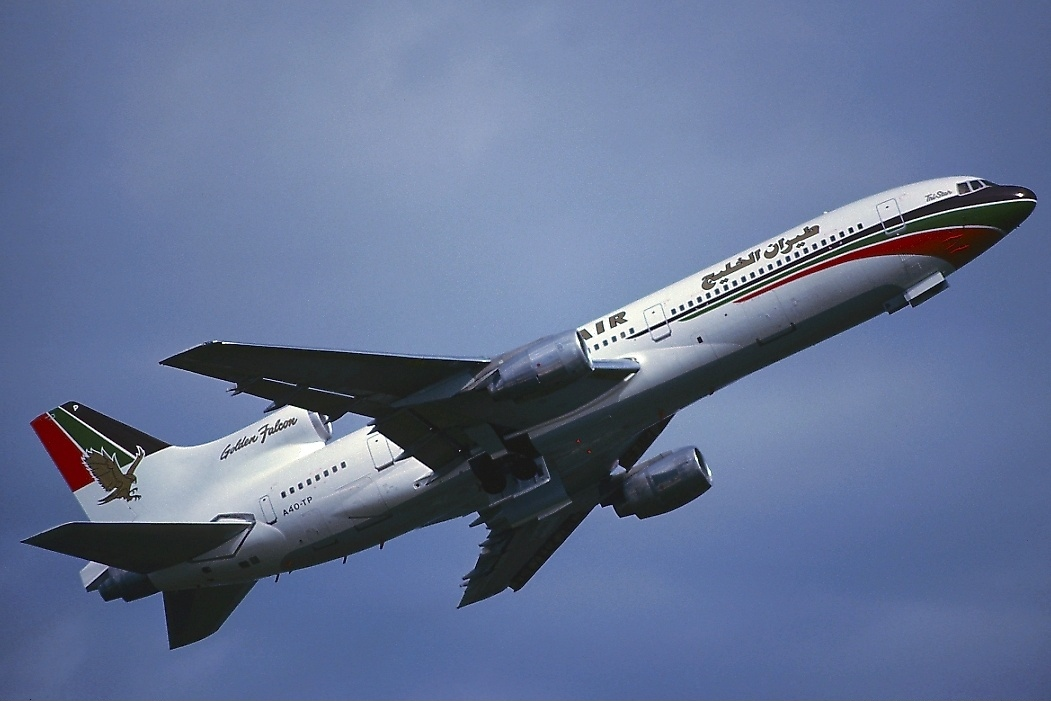
ロッキード L-1011-1 トライスター

## 就航都市
| 都市             | 国 |
| ---------------- | --- |
| バーレーン       | バーレーン（ハブ空港） |
| ヨーロッパ       | |
| イギリス         | ロンドン/ヒースロー、ロンドン/ガトウィック、マンチェスター                                                                        |
| フランス         | パリ/シャルル・ド・ゴール、ニース                                                                                                 |
| イタリア         | ミラノ、ローマ/フィウミチーノ |
| ドイツ           | フランクフルト、ミュンヘン |
| スイス           | ジュネーブ |
| ロシア           | ソチ、モスクワ/ドモジェドヴォ |
| ギリシャ         | アテネ |
| トルコ           | トラブゾン、イスタンブール |
| アゼルバイジャン | バクー |
| ジョージア       | トビリシ |
| キプロス         | ラルナカ |
| 中東             | |
| サウジアラビア   | ジェッダ、ダンマン、リヤド、ブライダフ、マディーナ                                                                                |
| アラブ首長国連邦 | アブダビ、ドバイ |
| クウェート       | クウェート |
| ヨルダン         | アンマン |
| オマーン         | マスカット |
| イラク           | バグダード、ナジャフ |
| カタール         | ドーハ |
| アフリカ         | |
| エジプト         | カイロ |
| モロッコ         | カサブランカ |
| ケニア           | ナイロビ |
| アジア           | |
| バングラデシュ   | ダッカ |
| パキスタン       | ラホール、カラチ、イスラマバード                                                                                                  |
| モルディブ       | マレ |
| インド           | デリー、ベンガルール、ハイデラバード、ムンバイ、チェンナイ、コーチ、ティルヴァナンタプラム、ゴア                                  |
| 中国             | 上海/浦東、広州 |
| タイ             | バンコク/スワンナプーム |
| フィリピン       | マニラ |
| シンガポール     | シンガポール |
| スリランカ       | コロンボ |
| 北米             | |
| アメリカ合衆国   | シカゴ、サンアントニオ、リトルロック、サンフランシスコ、ラスベガス、ナッシュビル、ニューヨーク/JFK(2025年10月1日より運航再開予定) |

## スポンサー活動
- F1のバーレーングランプリのメインスポンサーである。

## 主な事故
- ガルフエア771便爆破事件
- ガルフエア072便墜落事故